# Robert Eduardowitsch Klassohn
Robert Artur Eduardowitsch Klassohn (russisch Роберт Эдуардович Классон; * 31. Januarjul. / 12. Februar 1868greg. in Kiew; † 11. Februar 1926 in Moskau) war ein russischer Elektroingenieur.

## Leben
Klassohns Großvater Ernest Klassohn war ein freier, offenbar eingedeutschter Schwede. Klassohns Vater Eduard Klassohn wurde 1829 im Ujesd Jakobstadt im Gouvernement Kurland geboren, wurde Apotheker und blieb sein Leben lang im Russischen Kaiserreich Ausländer.
Klassohn trat im Alter von 8 Jahren in das 1. Kiewer Gymnasium ein. 1886 begann er das Studium am Technologischen Institut Sankt Petersburg, das er 1891 abschloss. Darauf machte er ein Praktikum in Deutschland. Unter der Leitung Michail Ossipowitsch Doliwo-Dobrowolskis war Klassohn an dem Aufbau der  Drehstromübertragung Lauffen–Frankfurt anlässlich der Internationalen Elektrotechnischen Ausstellung 1891 in Frankfurt am Main beteiligt. In St. Petersburg nahm er zusammen mit Michail Iwanowitsch Brusnew, Leonid Borissowitsch Krassin, Nadeschda Konstantinowna Krupskaja und anderen an den ersten marxistischen Kreisen teil. Später verzichtete Klassohn auf politische Tätigkeiten.
Von 1895 bis 1896 leitete Klassohn den Bau des Dreiphasenwechselstrom-Elektrizitätswerks für die Ochta-Pulverfabriken bei St. Petersburg. Von 1897 bis 1898 war er an der Projektierung und Bauleitung der städtischen Elektrizitätswerke in St. Petersburg und Moskau beteiligt.
Ab 1900 beteiligte Klassohn sich zusammen mit Leonid Borissowitsch Krassin an der Elektrifizierung der Erdölindustrie in Baku. Insbesondere wirkte er beim Bau des Bibi-Heybat-Elektrizitätswerks auf der Halbinsel Bayıl mit. Als er sich 1906 weigerte, den Streik der Arbeiter zu unterdrücken, wurde er zur Aufgabe seiner Stellung als Direktor der gerade gegründeten Bakuer Aktiengesellschaft Elektrosila gezwungen.
1906 wurde Klassohn Direktor des Moskauer Wärmekraftwerks MGES-1. Von 1912 bis 1914 nahm er an der Organisation des Baus des ersten russischen Torf-Kraftwerks GRES-3 in Elektrogorsk teil. Dabei schlug er ein hydraulisches Verfahren für den Torfabbau vor, das er dann zusammen mit dem Ingenieur W. D. Kirpitschnjakow entwickelte. Das Verfahren sollte 1916 beim Kraftwerk Schatura eingesetzt werden, was dann infolge der Februarrevolution 1917 und der Oktoberrevolution erst Anfang der 1920er Jahre erfolgte. 1914 war er am Bau der 70-kV-Hochspannungsleitung von Bogorodsk nach Moskau beteiligt.
Von 1918 bis 1920 wirkte Klassohn an der Erarbeitung des GOELRO-Plans für die Elektrifizierung Russlands mit. Während seiner letzten Lebensjahre widmete er sich dem Problem der Torftrocknung.
Klassohn starb auf einer Sitzung des Obersten Rats für Volkswirtschaft nach einer leidenschaftlichen Rede zur Energieversorgung. Er wurde auf dem Nowodewitschi-Friedhof begraben. Ein Klassohn-Denkmal steht seit 2014 auf dem Bahnhofsplatz in Elektrogorsk. Das GRES-3 und Straßen in Mirny und Osjorny sowie die Ortschaft Klasson tragen Klassohns Namen. Ein Nachruf in der Zeitschrift des Vereines deutscher Ingenieure würdigte ihn als den „bedeutendste[n] Elektroingenieur Rußlands“.
Die Künstlerin Jekaterina Robertowna Klassohn war Klassohns Tochter und heiratete den Dichter Walentin Jakowlewitsch Parnach.